# César de Nostredame
Pour les articles homonymes, voir Nostradamus (homonymie).
César de Nostredame (1553-1629, en latin Caesar Nostradameus) est un auteur et historien provençal.

## Biographie
Il est le fils de Michel Nostradamus (1503-1566) et l'auteur de la première « histoire de Provence ».
Cet ouvrage a été en son temps sévèrement critiqué par Peiresc, qui le qualifiait de « monstre informe péchant contre le bon sens, la vérité et toutes les règles des historiens ».
Selon Frédéric Mistral, César de Nostredame mentionne que les anciens provençaux aiment nommer leur patrie "provincia provinciarum", ce qui correspond à la Province des provinces. "L'une des plus illustres pièces de Dieu est le monde, du monde l'Europe, de l'Europe la France, et de la France la Provence". A travers le terme de Provincia, soit de Provence, il entendait par là le Midi de la France.

## Sources de César de Nostredame
Selon Agnès Le Menn, Jules Raymond de Solier, (1530 - vers 1594) écrivit vers 1560 une histoire de la Provence « Rerum antiquarum et nobiliorum Provinciae » qui ne fut traduite et publiée qu'en 1615, par Charles Annibal Fabrot. La collaboration de Solier avec Jean de Nostredame (1522 - vers 1577), frère de Michel et oncle de César est connue. Jean de Nostredame, qui publia en 1575 « La vie des plus célèbres et anciens provencaux », écrivit sans la publier une chronique de Provence. César de Nostredame s’inspira de ces ouvrages et les augmenta.